# Humalajärvi (sjö i Finland, Kajanaland)
Humalajärvi är en sjö i Finland. Den ligger i kommunen Ristijärvi i landskapet Kajanaland, i den centrala delen av landet, 500 km norr om huvudstaden Helsingfors. Humalajärvi ligger 213,7 meter över havet. Arean är 96,5 hektar och strandlinjen är 5,75 kilometer lång. Sjön  ingår i Uleälvens huvudavrinningsområde. 